# Live for Speed
Live for Speed (LFS) (/lɪv fə spiːd/, буквально значит: «живи ради скорости») — компьютерный симулятор автомобильных гонок в разных классах машин.
Несмотря на сходство названия с Need for Speed, игра не имеет с последней ничего общего, как и с компанией Electronic Arts. LFS разрабатывается командой из трёх человек: Скэйвеном Ро́бертсом, Эриком Бэйли и Виктором Ван Влаардингеном. Их же собственная одноимённая фирма является издателем игры.
Главная особенность Live for Speed — высокая реалистичность физической модели, которая достигается за счёт детального моделирования машин по правилам ньютоновской механики. Детально смоделированы подвески, их работу можно рассмотреть прямо в игре, рычаги подвески гнутся и ломаются от ударов, машины получают повреждения, которые тоже моделируются непосредственно при ударах. Температура шин меняется динамически и рассчитывается для множества отдельных участков их поверхности.
До оплаты лицензии игра работает в режиме бесплатной демоверсии. В демоверсии доступны 3 дорожных автомобиля: переднеприводной, заднеприводной и одноместная «формула BMW»; а также один автодром (асфальтовая и ралликроссовая трассы в одном направлении).

## Содержание
Платная версия игры включает в себя
- 8 автодромов, на которых есть 50 конфигураций трасс:
  - кольцевые асфальтовые трассы
  - трассы со смешанным покрытием для ралли-кросса
  - полоса для дрэг-рейсинга
  - овальная трасса
  - площадки для тренировок
- 20 машин разных классов:
  - дорожный класс (мощные малолитражки и спортивное купе)
  - спортивный класс (передне-, задне- и полноприводные машины с турбодвигателями)
  - лёгкие двухместные кит-кары, схожие с Caterham Super 7 (Lotus 7)
  - мощные кузовные гоночные, машины аналогичные классу GT
  - 5 гоночных одноместных машин, «формул» (включая машину Формулы-1 БМВ Заубер)
- 4 режима игры:
  - одиночная игра против компьютера
  - сетевая игра через интернет и в локальной сети
  - быстрые круги
  - тренировочные упражнения

Есть система текстовых команд и скриптов; редактор схем, в котором можно расставлять конусы, стопки покрышек, заборы и трамплины на трассах; редактор синтетического звука; поддержка быстрых кругов с набором правил.
Сетевая игра в ЛФС по функциональности близка к 3D-шутерам (например, Quake 3) и в момент выхода была одной из самых удобных среди автосимуляторов. Гонщики штрафуются и дисквалифицируются за превышение скорости на пит-лейне, возможны обязательные пит-стопы, автоматически удаляются игроки, едущие против движения.

## История
Первая публичная тестовая версия ЛФС 0.04d появилась в интернете на сайте Скауэна Робертса в августе 2002 года.
После ряда тестовых версий в июле 2003 года была опубликована первая платная версия S1 (Stage 1, «1 этап»).
Версию S2 планировалось опубликовать в 2004 году, но она была отложена, и появилась только весной 2005 названная S2 alpha. Несмотря на задержки выхода итоговой версии S2, игра выиграла приз «Лучший гоночный симулятор 2005 года» и ряд других номинаций от Blackhole Motorsports.
В апреле 2006 года в очередном патче ЛФС появилась машина команды Формулы-1 Заубер БМВ.
В декабре 2008 года авторы написали: «Volkswagen Scirocco откладывается» — и «пропали» на восемь месяцев. Объявились они 21 августа 2009 с сообщением: на данный момент отрабатывается новая физическая модель шин. Очевидно, через несколько месяцев должно выйти серьёзное обновление. Новый автомобиль будет доступен в лицензии S1. Заодно обещали первый реальный автодром — Рокингем (Великобритания), обмеренный лазерным сканером — и серьёзно ограничить объём настроек для дорожных машин. На 2013 год ни то, ни другое, ини третье не вышло.
В сентябре 2009 года было объявлено, что разработчики уходят от именования версий ПО S1, S2, S3 и так далее (номер S означает тип лицензии и относится к контенту, который будет Вам доступен — автомобили, трассы, отдельные функции). По заявлению разработчиков, не имеет смысла именовать версии ПО LFS «S1» или «S2». Симулятор постоянно развивается. Это, тем самым, освобождает разработчиков от необходимости «завершить S2» (выпустить финальную версию), до выпуска S3 контента. Также обсуждалась возможность назвать следующую версию просто «Live for Speed 0.6A» — без приписок «альфа» и «бета» (игра уже достаточно стабильна). Номер версии ниже 1.0 в любом случае показывает, что ещё есть потенциал для улучшения.
Появившаяся в 2014 году версия 0.6F поддерживает Oculus Rift, пустая трасса Westhill обросла декорациями, игра перешла на DirectX 9. Продолжается работа над новой физической моделью.
В декабре 2015 года после ряда тестовых патчей, была опубликована версия игры 0.6K с лицензией S3, в которую уже входит обещанный ранее реальный автодром — Рокингем (Великобритания). Работа над наполнением контентом лицензии S3 будет продолжена после Рождественских каникул.
Так же были внесены ряд изменений в графику игры. Добавлен редактор тренировочных заездов. Добавлена поддержка HTC Vive VR. Улучшена логика ботов (ИИ).

## Отзывы критиков
Оригинальная Live for Speed в 2003 году была номинантом на премию издания PC Gamer в категории «Лучшая гоночная игра», которую в итоге получила игра NASCAR Racing 2003 Season. Рецензент издания назвал Live for Speed свидетельством того, что «достоверная физика вождения и веселый, доступный гоночный экшен могут сосуществовать в одной игре». В рецензии PC Gameworld Уолтер Хердл поставил 89 % версии LFS S1 и написал: «Это очень сильный симулятор, который предлагает развлечение и высокий уровень реализма». Джастин Кранцл из журнала APC назвал версию S1 «лучшим гоночным симулятором для ПК». В обзоре журнала Pelit версия LFS S1 получила оценку 92/100 и говорилось следующее: «Автомобили с кузовом седан и доскональная симуляция. Лучшее из лучших». В рецензии Bytesector.com на версию S2 отмечалось следующее: «Ничто, за исключением поездки на гоночный трек, не может сравниться с полученными впечатлениями. Live for Speed — это, безусловно, самая напряженная и требовательная игра, в которую я когда-либо играл».